# Lawrence Harold Welsh
Lawrence Harold Welsh (* 1. Februar 1935 in Winton, Wyoming; † 13. Januar 1999 in Saint Paul, Minnesota) war ein US-amerikanischer römisch-katholischer Geistlicher. Welsh war Bischof des Bistums Spokane.

## Leben
Lawrence Welsh absolvierte die University of Wyoming sowie die Saint John’s University in Collegeville (Minnesota). Ebenfalls in Collegeville besuchte er das St. John’s Seminary, ein Seminar für angehende Priester. Am 26. Mai 1962 wurde er in Rapid City (South Dakota) zum Priester geweiht. Danach wurde er Kaplan in der Church of St. Paul in Belle Fourche, dem Seat des Butte County, später an der Cathedral of Our Lady of Perpetual Help in Rapid City. Von 1973 bis 1978 war er Kanzler des Bistums Rapid City.
Am 6. November 1978 ernannte ihn Papst Johannes Paul II. zum Bischof des Bistums Spokane. Die Bischofsweihe fand am 14. Dezember 1978 statt, zelebriert von Erzbischof Raymond Gerhardt Hunthausen und den Mitkonsekratoren, den Bischöfen Harold Joseph Dimmerling und Bernard Joseph Topel.

### Skandal
Welsh ging jedoch nicht als Kirchenmann in die Geschichte seines Bistums ein, sondern als jemand, der einen Sexskandal zu verschulden hatte. Anfang August 1986 befand er sich auf einem Konvent der Kolumbusritter, denen er angehörte, in Chicago (Illinois). Seine Unterkunft bezog er im Chicago Hilton. In einer Bar lernte Welsh am 8. August einen jungen Stricher mit Drogenproblem kennen, mit dem er ein Hotelzimmer aufsuchte. Welsh wollte eigenen Angaben nach dem jungen Mann finanziell aber auch mit Rat helfen. Danach gibt es unterschiedliche Versionen des Vorfalls. Übereinstimmend lässt sich sagen, dass Welsh und der junge Mann Oralsex hatten. Ob Welsh den jungen Mann auch bis zur Bewusstlosigkeit würgte, wie dieser dem Bischof vorwarf, bestritt Welsh stets. Ende September 1986 standen zwei Polizisten vor Welshs Wohnungstür und befragten ihn zu dem Vorfall. Dieser kooperierte mit den Beamten, gestand lediglich den Oralsex. Er bot in weiterer Folge an, dass er unter die Supervision eines Bischofs gestellt werden wollte, und nannte Erzbischof Hunthausen. Den Ermittlungsbeamten genügte die Zusicherung von Erzbischof Hunthausen, dass Welsh psychiatrische Betreuung in Anspruch nehmen würde. Die Ermittlungen im Missbrauchsfall, sofern es einer gewesen war, wurden eingestellt.
Obwohl ausnahmslos alle Opfer der Mordserie Frauen waren, wurde Welsh sogar kurzzeitig als „Klasse C“-Verdächtiger im Fall der Green-River-Mordserie in Washington State geführt.
Welsh wurde Ende der 1980er Jahre immer untragbarer für sein Bistum. Neben seinem eigenen Vergehen und seinen eigenen Kontakten zu Homosexuellen soll er auch andere Priester seiner Diözese erfolgreich in Schutz genommen haben, als diese Kinder sexuell missbraucht haben sollen. So soll er einen Priester in eine andere Gemeinde versetzt haben, als drei Familien behaupteten, dieser Priester hätte ihre Kinder missbraucht.

## Spätes Leben
Als Welsh mehrmals betrunken am Steuer seines Wagens angehalten worden war, reagierte der Vatikan. Am 17. April 1990 wurde Welsh von seinen Aufgaben als Bischof entbunden. Er musste Spokane verlassen und zog nach Saint Paul (Minnesota). Hier wurde Welsh am 5. November 1991 zum Weihbischof des Erzbistums Saint Paul and Minneapolis sowie zum Titularbischof von Aulona ernannt.
Er starb am 13. Januar 1999 im Alter von 63 Jahren.